# Moropsyche apicalis
Moropsyche apicalis är en nattsländeart som beskrevs av Kobayashi 1985. Moropsyche apicalis ingår i släktet Moropsyche och familjen Apataniidae. Inga underarter finns listade i Catalogue of Life.